# Acula
Acula es una localidad del estado mexicano de Veracruz. Es cabecera del municipio de Acula.

## Demografía
| Censo | Población |
| ----- | --------- |
| 1900  | 587       |
| 1910  | 1749      |
| 1921  | 1295      |
| 1930  | 1063      |
| 1940  | 1332      |
| 1950  | 1175      |
| 1960  | 1566      |
| 1970  | 1881      |
| 1980  | 1897      |
| 1990  | 2365      |
| 1995  | 2466      |
| 2000  | 2539      |
| 2005  | 2552      |
| 2010  | 2639      |
| 2020  | 2761      |